# L'Enfant au toton
L'Enfant au toton est un tableau peint avant 1738 par Jean Siméon Chardin.
Il est réalisé à l'huile sur toile, et mesure 67 cm de haut sur 76 cm de large. Il se trouve actuellement à Paris au Musée du Louvre qui l'a acquis en 1907.

## Description
Il s'agit d'un portrait de Auguste-Gabriel, fils cadet du joaillier Charles Godefroy. Il représente un enfant (de moins de dix ans ?) absorbé dans la contemplation du tournoiement d'un toton, une sorte de toupie. Le jouet tourne sur la table au bord de laquelle s'appuie l'enfant. Sur cette table, en second plan, on distingue des livres, une plume et un encrier. Du tiroir du meuble entrouvert, dépasse un porte-craie.
Il traite avant tout d'une image en dehors du temps, d'un enfant absorbé dans son monde de jeux, étranger à tout ce qui l'entoure. Le XVIIIe siècle s'est caractérisé par la découverte et l'estime du monde de l'enfance, à qui l'on a accordé grand intérêt, comme on pourra le voir un peu plus tard dans les œuvres de Jean-Jacques Rousseau. Cette scène reflète également l'éveil d'une classe sociale aux sciences, en ce début des Lumières : le décor dénote un milieu studieux, favorisant l'ascèse.
Le tableau réussit à refléter le repos et la félicité enfantine. Chardin avait choisi de demander à son modèle de se livrer à ce jeu qui le passionnait : c'était avec l'espoir — récompensé — que cet enfant agité resterait calme, le temps de faire son portrait.
La toupie semble hésiter entre les attributs des lettres et ceux des arts. L'enfant, Auguste-Gabriel Godefroy (1728-1813), deviendra contrôleur général de la Marine et collectionneur, comme son père, de tableaux dont des Chardin.